# Саблер, Александр Георгиевич
Александр Георгиевич Саблер (1856 — после 1900) — гражданский инженер, член Петербургского общества архитекторов (с 1881).

## Биография
Родился в Ревеле в 1856 году, в дворянской лютеранской семье. Первоначальное образование получил в Ревельском вышгородском училище (классическая гимназия), поступил затем в Строительное училище, которое окончил по первому разряду в 1878 году.
По окончании училища был назначен младшим инженером при эстляндском губернском правлении, затем был младшим архитектором. В Ревеле построил несколько частных и общественных зданий.
В 1887 году был командирован для постройки казарм в Луцк. Затем был прикомандирован к Строительному комитету Министерства внутренних дел.
В 1890 году был назначен казанским губернским архитектором, с 1892 по 1898 год — губернский инженер; производил работы по капитальному ремонту тюремного замка и заведовал постройкой семи церквей в разных местах губернии.
Последнее упоминание относится в 1900 году. Имел чин статского советника; был награждён орденами Св. Анны 3-й степени, Св. Станислава 2-й степени и медалью «В память царствования императора Александра III».
По его проекту был построен Покровский храм в Кораблино Ряжского уезда Рязанской губернии.